# Volksopstand in de DDR (1953)

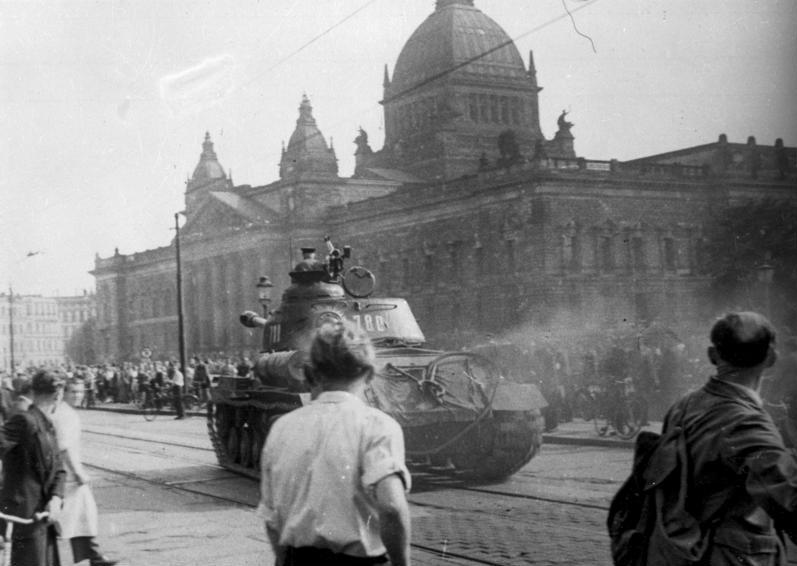
Russische IS-2-tank in de straten van Leipzig, juni 1953

In juni en juli 1953 vond een volksopstand in de Duitse Democratische Republiek plaats. Een staking door Oost-Berlijnse bouwvakkers op 16 juni draaide uit op een wijdverbreid protest tegen het Oost-Duitse regime een dag later.
De volksopstand werd met geweld onderdrukt door het Rode Leger en de Volkspolizei. Ondanks dit ingrijpen gingen de protesten tot in de maand juli door.

## 16 juni
In mei 1953 werden door het Politbureau van de SED de arbeidsnormen voor de Oost-Duitse industrie met 10% verhoogd. Uit protest hiertegen begonnen op 16 juni zestig tot tachtig Oost-Berlijnse bouwvakkers een staking.
Hun aantal groeide en voor de volgende dag werd opgeroepen tot een algemene staking. De West-Berlijnse radiozender RIAS berichtte hierover en zorgde ervoor dat het nieuws in de DDR bekend werd.

## 17 juni
Op 17 juni hadden zich vroeg in de ochtend al tienduizenden betogers in Oost-Berlijn verzameld. Hun aantal groeide gedurende de dag, terwijl ook op honderden andere plaatsen in de rest van de DDR werkonderbrekingen voorkwamen. De schattingen over het totaal aantal mensen dat aan de protesten deelnam variëren van vierhonderdduizend tot 1,5 miljoen, verspreid over meer dan vijfhonderd plaatsen in Oost-Duitsland.
De eisen van de betogers ontwikkelden zich gedurende de dag. Begon het als protest tegen de arbeidsnormen, gaandeweg werden politieke eisen gesteld en werden (politieke) gevangenen bevrijd. Het DDR-regime en de Sovjet-Unie besloten met geweld in te grijpen. In een gemeenschappelijke actie van T-34-tanks van het Rode Leger en de Volkspolizei werd de opstand met grof geweld neergeslagen.

## Slachtoffers
Meldingen over het aantal dodelijke slachtoffers liepen uiteen van 25 (het officiële cijfer van de DDR) tot 500 (West-Duitse bronnen). Een onderzoek uit 2004 kwam tot 55 bewezen dodelijke slachtoffers en 18 mensen van wie het lot niet meer met zekerheid was vast te stellen. 34 van hen overleden aan schoten die door de Volkspolizei of het Rode Leger waren gelost. Zeven mensen werden naderhand ter dood veroordeeld. Aan de kant van het regime zijn vijf mensen om het leven gekomen. De overige personen zijn in gevangenschap overleden.
Het neerslaan van de opstand leidde tot een piek in de vluchtelingenstroom van Oost- naar West-Duitsland. In 1953 verwerkte alleen West-Berlijn al 300.000 Republikflüchtlinge.